# Eliyahu M. Goldratt
Eliyahu M. Goldratt (31 de marzo de 1947 - 11 de junio de 2011, Israel), licenciado en Física de la Universidad de Tel Aviv, realizó su máster y doctorado en la Universidad de Bar-Ilan, creador de la Teoría de Restricciones (TOC, del inglés Theory of Constraints).
Se involucró en los sistemas de producción a principios de los 70 debido a que un amigo le pidió ayuda en su planta de fabricación de cubos de pollo con el fin de mejorar la producción; allí desarrolló, un novedoso software de programación de la producción, el cual pasó a comercializar a finales de los años 70 mediante la compañía que fundó Creative Output, catalogada en ese año por la revista Inc. Magazine como la sexta de mayor crecimiento en EE. UU., y a pesar de los resultados estaba muy frustrado. Su frustración se debía a que a pesar de los muy buenos resultados que obtenían las empresas al implementar su software y realizar un gran esfuerzo para vender (presentaciones, pruebas piloto, seminarios), conseguir más clientes era un proceso demasiado lento.
Viendo que con las presentaciones convencionales no se lograba romper la barrera del mercado, entonces decidió hacer el intento con una manera no convencional y fue cuando tuvo la idea de comunicar su método a través de una novela sobre manufactura. En ese momento comenzó a trabajar en La meta, a pesar de que a nadie le gustaba la idea, ni siquiera al coautor Jeff Cox, quien rehusó recibir el pago por regalías y exigió que se le pagaran en efectivo sus honorarios plenos.
Luego de trece meses de trabajo terminó de escribir el libro y se vio en una gran tarea para que una editorial decidiera publicarlo. Finalmente North River Press decide apoyarlo y hacen una primera edición de 3000 copias, pensando que tendría mucha suerte si las vendía todas. A día de hoy se han vendido más de cuatro millones de copias en todo el mundo.
Tras el éxito que tuvo su  obra La meta, en 1987 decide dejar Creative Output,para crear una nueva organización denominada Avraham Y. Goldratt Institute (AGI), la cual buscaba desarrollar y transmitir conocimiento referente a su investigación, que en un inicio era una herramienta enfocada en la producción, la cual amplió a todas las áreas y niveles de una organización y se llamó teoría de las restricciones. En palabras del propio Goldratt (1988): «Quizá el resultado más importante fue la formulación de lo que yo considero una teoría global para manejar una organización. La llamó teoría de las restricciones y veo todo lo que hice antes como un derivado de esta teoría».

## Obras
- La meta: Libro publicado en 1984 en el cual Eliyahu plantea la teoría de las restricciones.

- ¿Qué es la teoría de las restricciones y cómo debería aplicarse?:  Obra publicada en 1990 que desarrolla los 5 pasos principales para la mejora continua y entra en profundidad en la aplicación de la teoría de las restricciones.[3]
- El síndrome del Pajar: 1990 Ensayo que establece la diferencia entre dato e información, estableciendo a esta última como una prioridad para la mejora continua. A través de esta obra, Goldratt sustentó la razón por la cual la teoría de las restricciones es una filosofía empresarial debido a su interés por la eliminación constante de las limitaciones del sistema.[4]
- No fue la suerte: Continuación del libro de la meta, publicado en 1994, donde el autor muestra a través del protagonista de la novela que las soluciones de TOC aumentan las ventas, ayudan a controlar el inventario y mejorar la distribución, además de evitar que las organizaciones empresariales desaparezcan.[5]
- Cadena crítica: Su publicación fue en 1997 en el cual se presenta un método de Gestión de Proyectos basado en el enfoque sistémico de la Teoría de las Restricciones, el cual revolucionó el modo de administración y programación de proyectos superando las limitaciones del método Camino Crítico.

- Necesario pero no suficiente: Obra publicada en el año  2000 que muestra las adversidades a las que se enfrentan compañías de software originadas en los años 90 y la manera en cómo pueden evitar la desaparición a través de la teoría de las restricciones.[6]
- La carrera: Obra publicada en 2008, a través de la cual se presentan estrategias para adquirir ventajas competitivas en un mundo tan cambiante a través del sistema de logística drum-buffer-rope (DBR) y la mejora continua de la producción y el marketing.[1]

- La decisión: En 2008, Eliyahu publica este libro con un toque filosófico donde expone su forma de pensar y actuar para lograr una vida plena[7]

En el 2009 publicó su último libro, No es obvio, una novela que trata sobre un marido (un gerente de tienda) y esposa (jefa de compras) que trabajan en una cadena minorista de su familia. Una crisis inesperada los ayuda a encontrar nuevas formas de hacer las cosas, que termina en enorme éxito. En resumen, la solución de TOC para la distribución.